# Route B1 (Chypre)
Pour les articles homonymes, voir B1 et Route B1.
La route B1 est une route chypriote reliant Nicosie à Limassol,.

## Tracé
- Nicosie
- Latsia
- Nisou (en)
- Pera Chorio (en)
- Alampra (en)
- Mosfiloti
- Kofínou
- Choirokoitia
- Marí
- Pentakomo
- Agios Tychonas (en)
- Limassol